# Chocholík (rozhledna)
Chocholík je rozhledna nacházející severozápadně od obce Drnovice v okrese Vyškov.
Původní stavbou na stejnojmenném kopci nad Drnovicemi byla dřevěná vyhlídka, která sloužila jako triangulační bod, ta však zanikla před rokem 1990. V roce 2008 bylo městským zastupitelstvem, na popud MUDr. Jaroslava Dvořáka, rozhodnuto o postavení nové rozhledny. Záměr byl proveden v druhé polovině roku 2010. Celkové náklady na stavbu dosáhly 6,4 milionu Kč. Slavnostní otevření proběhlo 1. května 2011. Jedná se o 26metrovou stavbu s trojúhelníkovým půdorysem a točitým schodištěm s 144 schody. Částečně zastřešená vyhlídková plošina se nachází v 23 metrech nad zemí.

## Fotogalerie

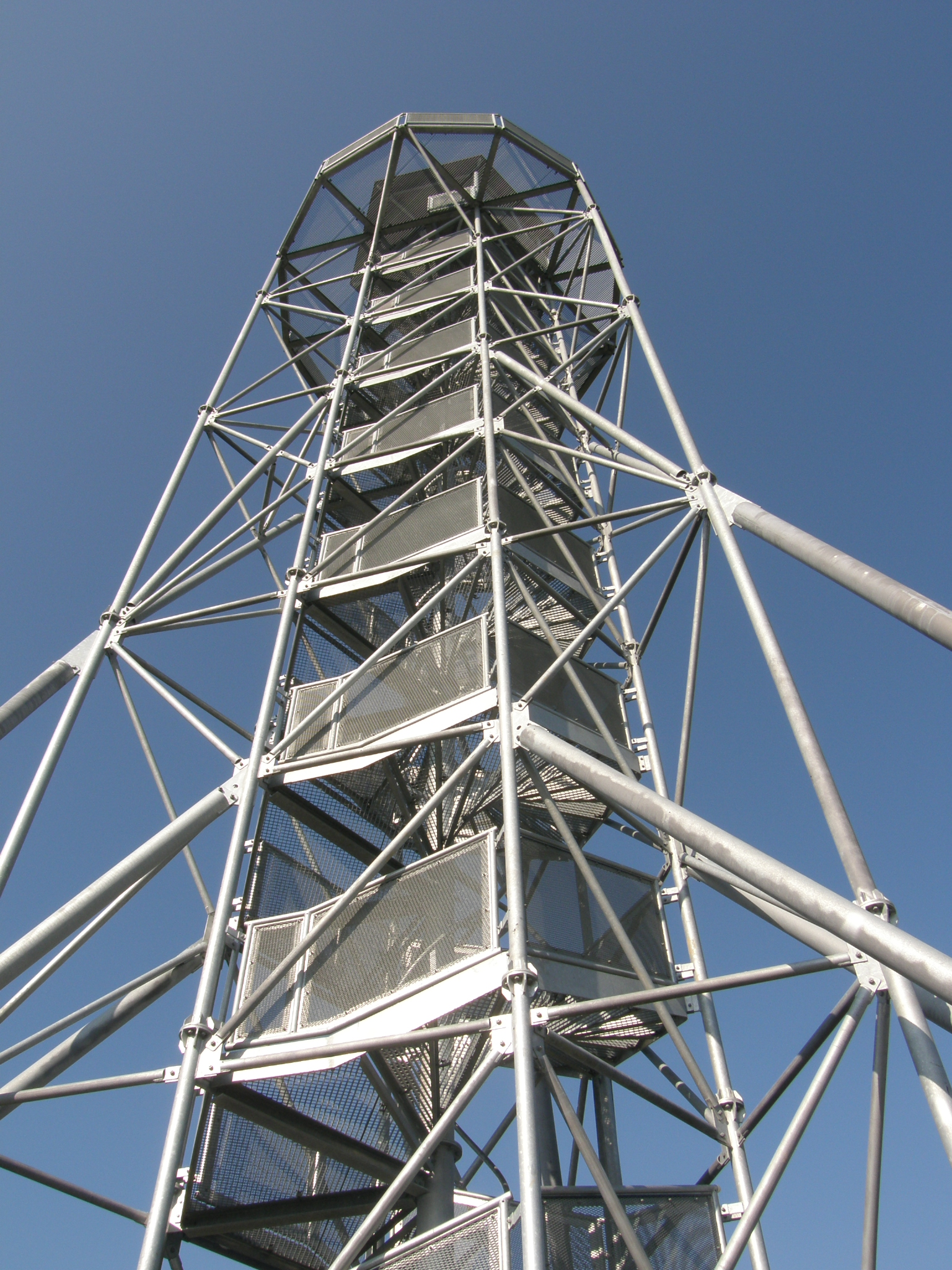
Pohled od paty rozhledny
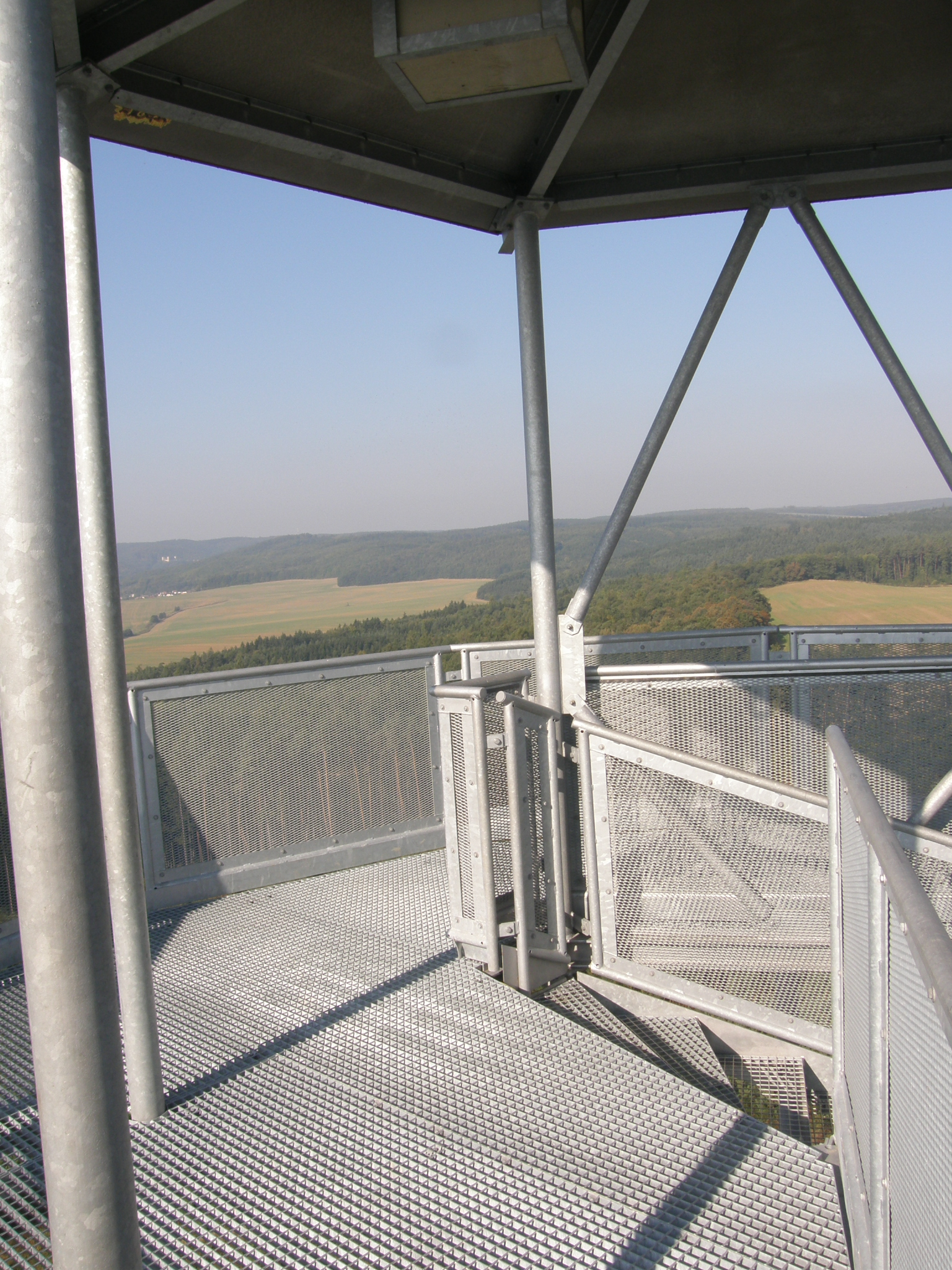
Vyhlídková plošina
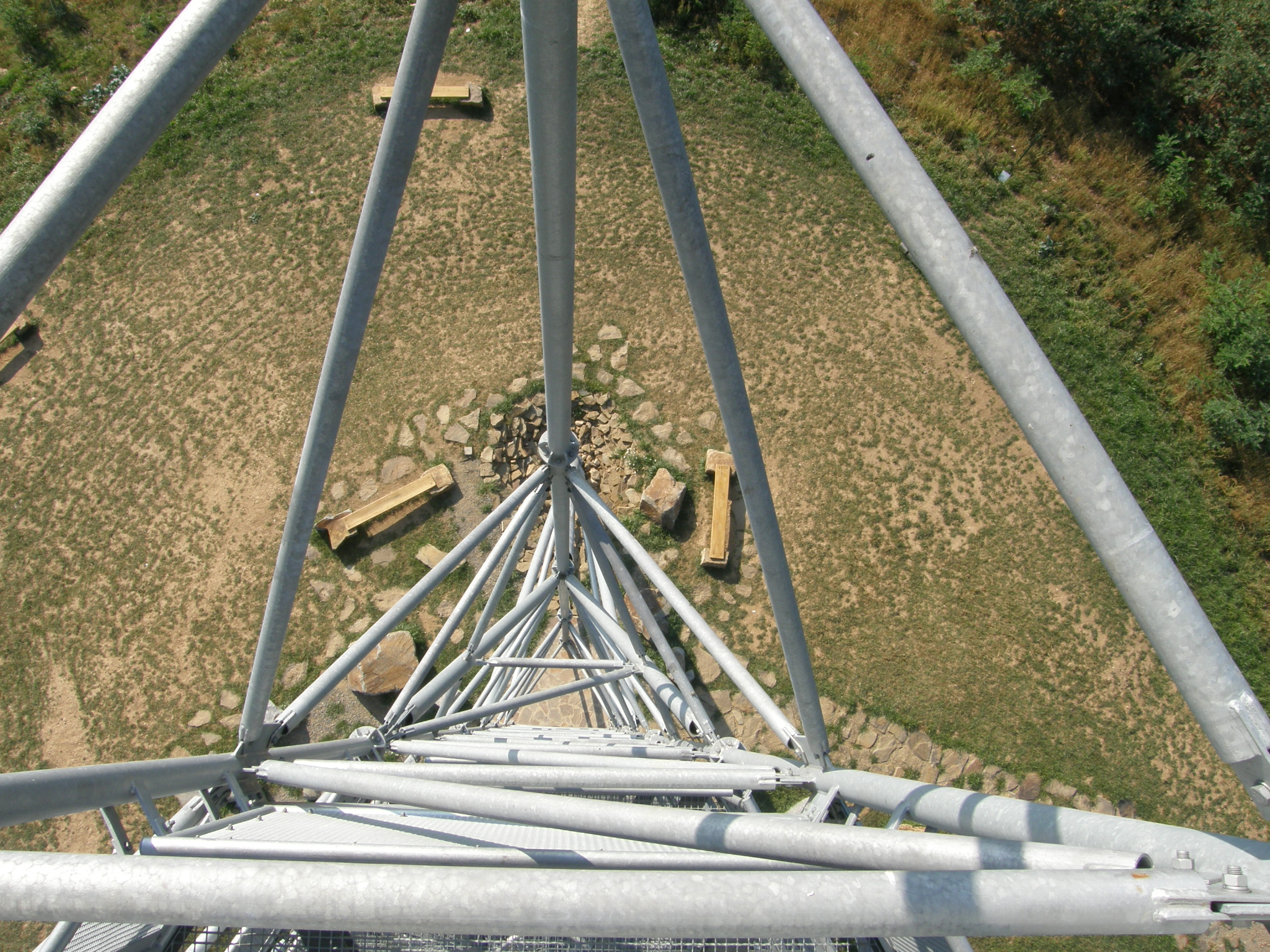
Konstrukce rozhledny
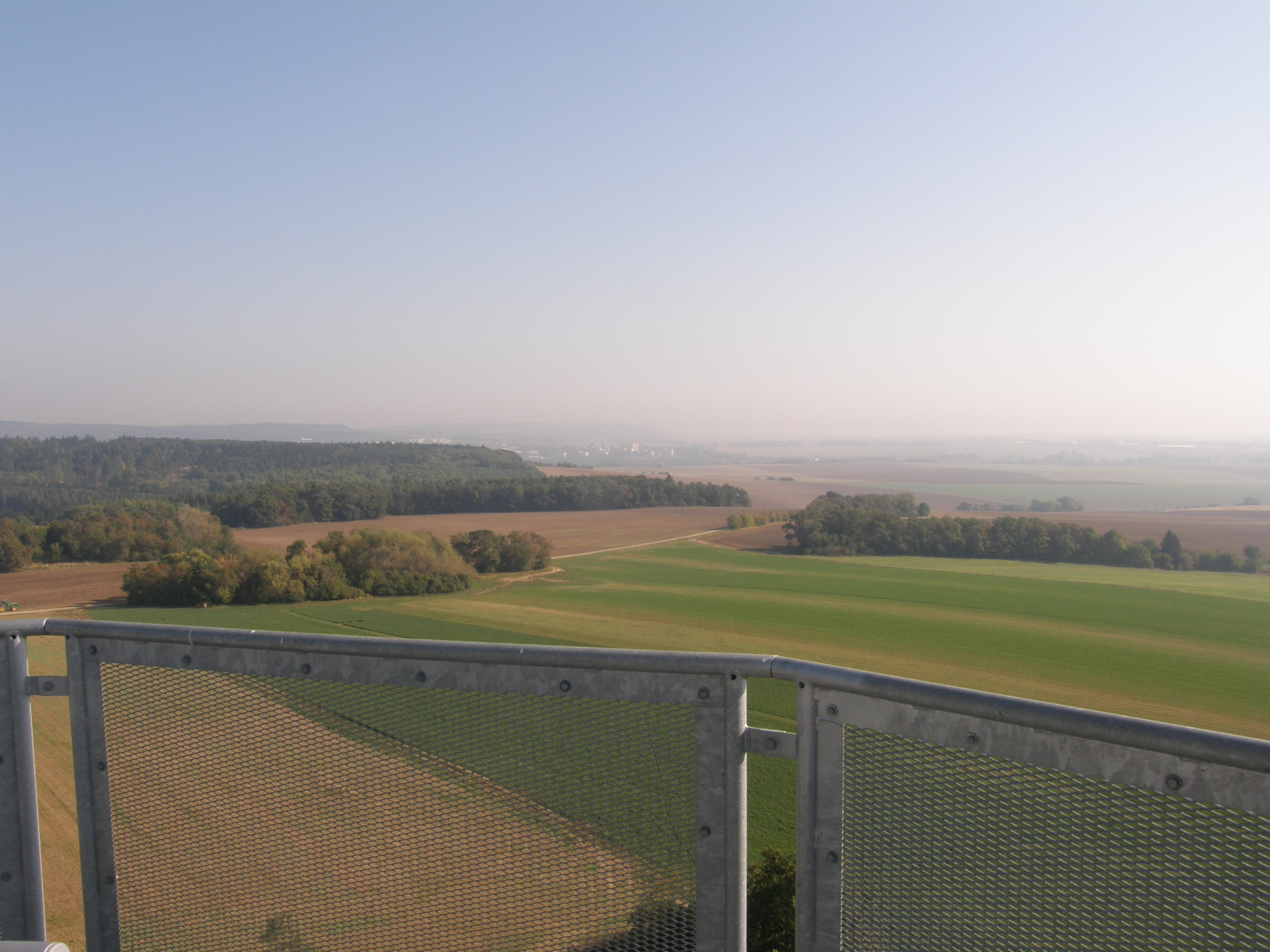
Výhled směrem na Vyškov